# Washington Court House
Washington Court House è una località degli Stati Uniti d'America, capoluogo della contea di Fayette, nello Stato dell'Ohio.